# Juan Archibaldo Lanús
Juan Archibaldo Lanús (nacido en 1938) es un diplomático y escritor argentino, que se desempeñó como Embajador de Argentina en Francia, en dos ocasiones, entre 1994-2000 y, nuevamente, entre 2002-2006. Además, se desempeñó como embajador de su país ante la Unesco entre 2002 y 2003.

## Carrera
Es abogado egresado de la Universidad de Buenos Aires y luego ingresó al Instituto del Servicio Exterior de la Nación (ISEN). Posteriormente, obtuvo un Doctorado en Economía de la Universidad de la Sorbona. Durante el Proceso de Reorganización Nacional fue apartado de la carrera diplomática, por lo que tuvo que ejercer como abogado durante unos años.
En 1989 fue brevemente Secretario de Relaciones Exteriores del Ministerio de Relaciones Exteriores de la Nación, bajo Domingo Cavallo como canciller. En 1992 presidió el Comité Ejecutivo del Alto Comisionado de las Naciones Unidas para los Refugiados. También fue negociador argentino ante las rondas GATT en Marrakech y representante permanente de Argentina en la Oficina de la Organización de las Naciones Unidas en Ginebra, entre otros foros y organismos especializados de la ONU.
Ha sido profesor de economía y de historia de las relaciones exteriores en la Universidad de Buenos Aires y en el ISEN. Como autor, ha publicado numerosos libros y artículos.
En las elecciones legislativas de Argentina de 2007 fue el primer candidato a senador nacional por la ciudad de Buenos Aires dentro del Frente Justicia, Unión y Libertad, que respaldó la candidatura presidencial de Alberto Rodríguez Saá. En las elecciones legislativas de 2013 fue el segundo candidato a senador en el mismo distrito por el Partido Fe.

## Obra
Entre sus libros se encuentran los siguientes:
- De Chapultepec al Beagle. Política Exterior Argentina 1945-1980 (1984)[9]
- La causa argentina (1988)[5]
- Un mundo sin orillas: estado-nación y globalización (1996)[5]
- Aquel apogeo: política internacional argentina, 1910-1939 (2001)[10]
- La Argentina inconclusa (2012)[5]